# 토라자언덕쥐
토라자언덕쥐(Bunomys torajae)는 쥐과에 속하는 설치류의 일종이다. 인도네시아 술라웨시섬의 토착종이다.

## 특징
중형 설치류로 꼬리 길이 160~170mm를 제외한 몸길이는 156~210mm, 발 길이는 36~39mm이다. 귀 길이는 26~28mm, 몸무게는 최대 128g이다. 털은 길고 부드럽다. 등 쪽은 짙은 갈색에 누르스름한 갈색을 띠는 반면에 배 쪽은 회색과 노르스름한 색을 띤다. 주둥이는 길고 가늘다. 귀는 상대적으로 크고 짙은 갈색을 띠며, 작은 털이 가볍게 흩어져 나 있다. 다리 뒷 쪽은 갈색이고 발가락은 분홍색이다. 꼬리 길이가 몸길이보다 약간 짧고, 꼬리 윗면과 아랫면은 회색과 갈색이며 일부 개체는 흰색을 띠기고 한다.

## 생태
육상성, 야행성 동물이다.

## 분포 및 서식지
인도네시아 술라웨시섬 중부와 서부에 널리 분포한다. 해발 2,500~2,600m 고도의 열대 산악지대 숲에서 서식한다.